# Reviews in Mathematical Physics
Reviews in Mathematical Physics is een internationaal, aan collegiale toetsing onderworpen wetenschappelijk tijdschrift op het gebied van de mathematische fysica.
De naam wordt in literatuurverwijzingen meestal afgekort tot Rev. Math. Phys.
Het wordt uitgegeven door World Scientific.
Het eerste nummer verscheen in 1989.